# Veranclassic-Doltcini/Saison 2014
Dieser Artikel listet Erfolge und Fahrer des Radsportteams Veranclassic-Doltcini in der Saison 2014 auf.

## Erfolge im Cyclocross 2013/2014
| Datum     | Rennen                              | Fahrer       |
| --------- | ----------------------------------- | ------------ |
| 1. Januar | Grand Prix Hotel Threeland, Pétange | Sascha Weber |

## Zugänge – Abgänge
| Zugänge                          | Team 2013                     | Abgänge                          | Team 2014                             |
| -------------------------------- | ----------------------------- | -------------------------------- | ------------------------------------- |
| Sébastien Rosseler               | Garmin Sharp                  | Martynas Maniūšis                | Cibel                                 |
| Martijn Keizer                   | Vacansoleil-DCM               | Mathias Van Holderbeke           | Cibel                                 |
| Gilles Devillers                 | Crelan-Euphony                | Daniel Domínguez                 | Christina Watches-Kuma                |
| Joeri Stallaert                  | Crelan-Euphony                | Jake Tanner                      | Christina Watches-Kuma                |
| Giorgio Brambilla                | Atlas Personal-Jakroo         | Kevin Suárez                     | Differdange-Losch                     |
| Fabien Bacquet                   | BigMat-Auber 93               | Gert-Jan Van Immerseel           | Asfra Racing Team Oudenaarde          |
| Steve Bekaert                    | Burgos BH-Castilla y León     | Thomas Vernackt                  | Asfra Racing Team Oudenaarde          |
| Denis Flahaut                    | Colba-Superano Ham            | Kenzie Boutté                    | Douchy-Thalassa CT Oostende-Langemark |
| Yu Takenouchi                    | Colba-Superano Ham            | Henryk Cardoen                   | Douchy-Thalassa CT Oostende-Langemark |
| Serge Dewortelaer                | Color Code-Biowanze           | Michael Nicholson                | Starley Primal                        |
| Rick Ottema                      | Cyclingteam de Rijke-Shanks   | Rick van Caldenborgh             | Unbekannt                             |
| Tom Goovaerts                    | Team 3M                       | Erwin De Kerf                    | Unbekannt                             |
| Sascha Weber                     | Differdange-Losch             | Martial Gène                     | Unbekannt                             |
| Francesco Van Coppernolle        | Ventilair-Steria Cycling Team | Chris Jory                       | Unbekannt                             |
| Frederik Vandewiele              | Ventilair-Steria Cycling Team | Martijn Keizer (bis 24. Februar) | Belkin-Pro Cycling Team               |
| Cameron Karwowski                | Neoprofi                      | Fabien Bacquet (bis 14. Mai)     | Unbekannt                             |
| Hamish Schreurs                  | Neoprofi                      | Steve Bekaert (bis 9. September) | Unbekannt                             |
| Wouter Mol (ab 1. März)          | Math Salden Limburg           |                                  |                                       |
| Bob Schoonbroodt (ab 14. Mai)    | TWC Maaslandster-Zuid Limburg |                                  |                                       |
| Patrick Gaudy (ab 10. September) | Neoprofi                      |                                  |                                       |

## Mannschaft
| Name                      | Geburtstag         | Nationalität |              |
| ------------------------- | ------------------ | ------------ | ------------ |
| Giorgio Brambilla         | 19. September 1988 | Italien      |              |
| Gilles Devillers          | 12. Februar 1985   | Belgien      |              |
| Serge Dewortelaer         | 28. Oktober 1991   | Belgien      |              |
| Darijus Džervus           | 20. Juli 1990      | Litauen      |              |
| Denis Flahaut             | 28. November 1978  | Frankreich   |              |
| Gorik Gardeyn             | 17. März 1980      | Belgien      |              |
| Patrick Gaudy             | 9. März 1977       | Belgien      |              |
| Tom Goovaerts             | 3. Juli 1988       | Belgien      |              |
| Cameron Karwowski         | 3. April 1991      | Neuseeland   |              |
| Wouter Mol                | 17. April 1982     | Niederlande  |              |
| Rick Ottema               | 25. Juni 1992      | Niederlande  |              |
| Sébastien Rosseler        | 15. Juli 1981      | Belgien      |              |
| Bob Schoonbroodt          | 12. Februar 1991   | Niederlande  |              |
| Hamish Schreurs           | 23. Januar 1994    | Neuseeland   |              |
| Joeri Stallaert           | 25. Januar 1991    | Belgien      |              |
| Yu Takenouchi             | 1. September 1988  | Japan        |              |
| Francesco Van Coppernolle | 16. April 1991     | Belgien      |              |
| Frederik Vandewiele       | 11. Februar 1991   | Belgien      |              |
| Kevin Verwaest            | 6. Januar 1989     | Belgien      |              |
| Sascha Weber              | 23. Februar 1988   | Deutschland  |              |
| Stagiaires                | Stagiaires         | Nationalität | Nationalität |
| Gianni Bossuyt            | Gianni Bossuyt     | Belgien      |              |
| Alessandro Soenens        | Alessandro Soenens | Belgien      |              |